# مهدي الكلاوي
مهدي المزواري الكلاوي (بالفرنسية: Mehdi El Glaoui)‏
```
أو 
مهدي الكلاوي
 (مواليد 26 مايو 
1956
) ممثل ومخرج وكاتب سيناريو 
فرنسي
. وهو نجل الفنانة 
سيسيل أوبري
 
[
1
]
 وإبراهيم الكلاوي حفيد 
التهامي الكلاوي
، باشا 
مراكش
.
[
2
]
```

## أفلامه

### التمثيل
- بولي (1961-1973) - مسلسل تلفزيوني[3]
- حب المطر (1973) - فيلم لجون كلود بريالي
- كاثرين وآخرون (1975) - فيلم
- عائلة رمدام (1989) - مسلسل تلفزيوني
- لو كوزين (1997) - فيلم مع ألان كورنو

### الإخراج
- العرض الأول كلاس (1984) (11 دقيقة ؛ فاز بجائزة سيزار لأفضل فيلم قصير)

## روابط خارجية
- مهدي الكلاوي على موقع IMDb (الإنجليزية)
- مهدي الكلاوي على موقع ألو سيني (الفرنسية)
- مهدي الكلاوي على موقع ديسكوغز (الإنجليزية)
- مهدي الكلاوي على موقع قاعدة بيانات الفيلم (الإنجليزية)
- مهدي الكلاوي على موقع كينوبويسك (الروسية)

- مهدي الكلاوي في قاعدة بيانات الأفلام على الإنترنت
- المقابلة الأخيرة